# Maribeth Monroe
Maribeth Monroe (* 25. März 1978 in Fraser, Michigan, Vereinigten Staaten) ist eine US-amerikanische Schauspielerin, Autorin und Komikerin.

## Leben und Karriere
Über Monroes Kindheit und Ausbildung ist nicht viel bekannt.
Monroe bespielte mit der Theater-Gruppe The Second City Bühnen in Chicago und Detroit. 2004 trat sie in Red Scare, einem Stück von Mick Napier in Chicago auf und wurde 2005 für den Joseph Jefferson Award nominiert. Erste Auftritte in Film und Fernsehen hat sie seit 1998. Dort hatte sie mehrere kurze Auftritte und Nebenrollen in Filmen, Fernsehserien und Werbespots und bekam mit der Zeit auch größere Rollen zugesprochen.

## Filmografie (Auswahl)
- 1998: All of It
- 2000: Garage: A Rock Saga
- 2003: Down Into Happiness
- 2006: I Want Someone to Eat Cheese With
- 2007: Andy Barker, P.I. (Fernsehserie, eine Folge)
- 2007: Thank God You’re Here
- 2007–2008: Immer wieder Jim (According to Jim, Fernsehserie, 5 Folgen)
- 2008: Birthmark (Kurzfilm)
- 2008: The Professional Interview (Kurzfilm)
- 2008: Chocolate News (Fernsehserie, eine Folge)
- 2009: Hannah Montana (Fernsehserie, eine Folge)
- 2009: The Strip
- 2010: Successful Alcoholics (Kurzfilm)
- 2010: Plan B für die Liebe (The Back-Up Plan)
- 2010: Meine Schwester Charlie (Good Luck Charlie, Fernsehserie, eine Folge)
- 2010: Korg (Fernsehserie)
- 2011: Cowgirl Up (Fernsehserie, 6 Folgen)
- 2012: A Guy Walks Into a Bar (Fernsehserie, eine Folge)
- 2012: Couchers (Fernsehserie, 2 Folgen)
- 2012: Harder Than It Looks (Fernsehserie, eine Folge)
- 2012: Key and Peele (Fernsehserie, 2 Folgen)
- 2012: The Neighbors (Fernsehserie, eine Folge)
- 2013: Modern Family (Fernsehserie, eine Folge)
- 2013: Maron (Fernsehserie, eine Folge)
- 2014: Robot Chicken (Fernsehserie, eine Folge, Stimme)
- 2010–2015: Parks and Recreation (Fernsehserie, 2 Folgen)
- 2015: Chronic
- 2015: The Brink – Die Welt am Abgrund (The Brink, Fernsehserie, 10 Folgen)
- 2016: Bad Internet (Fernsehserie, eine Folge)
- 2016: Adam Ruins Everything (Fernsehserie, 2 Folgen)
- 2016: Die Jones – Spione von nebenan (Keeping Up with the Joneses)
- 2016: World’s End (Fernsehfilm)
- 2011–2017: Workaholics (Fernsehserie, 53 Folgen)
- 2017: Bajillion Dollar Propertie$ (Fernsehserie, eine Folge)
- 2017: Downsizing
- 2017: Jumanji: Willkommen im Dschungel (Jumanji: Welcome to the Jungle)
- 2017–2018: The Good Place (Fernsehserie, 6 Folgen)
- 2018: Teachers (Fernsehserie, eine Folge)

## Nominierungen
- 2015: Joseph Jefferson Award für ihren Auftritt in Red Scare
- 2018: Gold Derby TV Award in der Kategorie Auftritt des Jahres für ihre Präsenz in The Good Place[3]